# Aitor González Prieto
Aitor González Prieto, nascido a 5 de novembro de 1990 em Ermua, é um ciclista espanhol. Estreia como profissional com a equipa Euskadi Basque Country–Murias Taldea em 2016, depois de ter destacado no campo amador conseguindo vitórias como a Volta a Galiza em duas ocasiões e etapas na Volta a Zamora ou a Volta a Navarra.

## Palmarés
- Ainda não conseguiu nenhuma vitória como profissional

## Equipas
- Euskadi Basque Country-Murias (2016-)